# Juan Fernández de Heredia
Pour les articles homonymes, voir Heredia, Fernández et Juan Fernández.
Juan Fernández de Heredia (vers 1310-1396) est le 32e grand maître des Hospitaliers de l'ordre de Saint-Jean de Jérusalem.

## Biographie

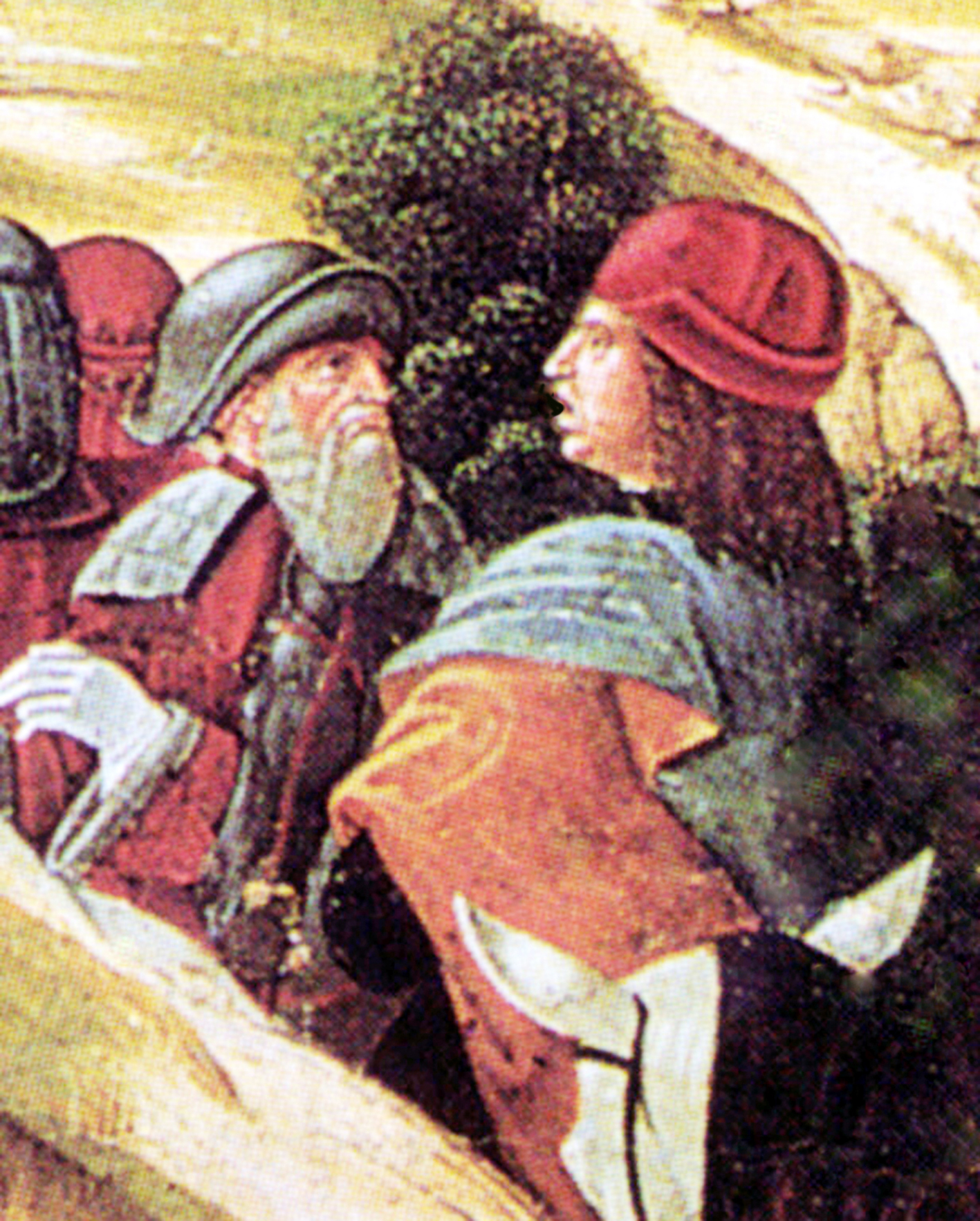
Juan Fernandez de Heredia et Raymond de Turenne (fresque de l’Ospedale Santa-Maria della Scala à Sienne)

Juan Fernández de Heredia, dit le Posthume ou le Noble, naquit à Munebrega (province de Saragosse), vers le début du 14e siècle siècle. Il n'est pas destiné à entrer dans l'Ordre et se marie une première fois avec une femme dont l'histoire n'a pas retenu le nom avec qui il a deux enfants, Toda Lopez et Donosa Fernandez. Il consent ensuite, sur l'insistance de son frère ainé, Blasco, à se remarier, pour assurer une descendance masculine, avec Thérèse de Centellas, d'une famille noble de Catalogne et nièce de sa belle-sœur, qui lui donne deux autres enfants avant de mourir, un fils Jean et une fille Thérèse. Son frère ayant eu aussi deux fils et l'ayant ainsi privé de l'espoir d'être chef de famille, il confie l'éducation de ses enfants à son frère ainé et demande au grand maitre Hélion de Villeneuve la dérogation d'entrer dans l'ordre de Saint-Jean de Jérusalem. Il est autorisé à rentrer dans l'Ordre en 1328.

### Carrière au sein de l'ordre de Saint-Jean
Le 5 mars 1329, il est mentionné comme « compagnon » du commandeur de Villel. Le 23 janvier 1333, il est lieutenant du commandeur d'Alframbra auquel il succède avant le 25 mai 1337,. Il obtient une autre commanderie de « chevessiment », Villel entre octobre 1338 et mars 1339 avant de devenir en 1345,  commandeur de Saragosse. En fin 1346 ou au début de 1347, il est promu prieur de la langue d'Aragon et lieutenant du grand maître Dieudonné de Gozon avec le titre de châtelain d'Amposta, où il prend la succession de Sancho d'Aragon, frère naturel de Jacques II d'Aragon et de Inés Zapata, donc grand oncle de Pierre IV d'Aragon. Sanche a été destitué pour avoir endetté la châtellenie et négligé d’acquitter les responsions par Foulques de Chauderac, procureur général de l'Ordre, et Guillaume de Guimera, commandeur de Monzon, en accord avec Sanche d'Oros, commandeur de Caspe, et sur les directives d'Hélion de Villeneuve. Cela fâche fortement Pierre IV qui fait arrêter et emprisonner Heredia et Guillaume de Guimera qui reviennent en grâce après avoir fait allégeance au roi.

### Un hospitalier aux services du roi d'Aragon
Il entretient, dès 1338, de très bonnes relations avec le roi d'Aragon, Pierre IV qui en fait un de ses conseillers. Il s'investit dans les affaires du royaume et soutient le roi contre sa noblesse à la bataille de Mislata. En 1344, il prend part aussi à l'expédition qui s'empare de Majorque. C'est avec la plus grande liberté vis-à-vis de l'Ordre qu'il administre Amposte et le grand maître finit par s'en émouvoir. Il le cite à comparaître à Rhodes le 24 juin 1348 pour se justifier mais il se garde bien de répondre à la convocation, occupé qu'il est à régler pour le roi les problèmes entre les chevaliers aragonais et castillans de l'ordre de Calatrava au sujet de l'élection de leur grand maître.
En mai 1349, il s’apprêtait avec ses chevaliers à rejoindre le roi de Castille pour enlever Gibraltar aux Maures quand le roi d'Aragon lui enjoint de rallier son armée pour défendre le royaume contre les menées de Jacques II de Majorque. Laissant ses chevaliers au commandement de son parent Pierre Gonzalès de Heredia, il s'embarque sur la flotte de l'amiral Pierre de Moncade et prend part à la bataille dans laquelle succombe Jacques II le 25 octobre 1349. De 1350 à 1353, Heredia reste en Espagne jusqu'à son départ pour Rhodes où il va porter les instructions d'Innocent VI.
En 1369, Heredia est en Espagne où il s'occupe de négociations pour rapprocher les rois d'Aragon et de Castille. Il est probable qu'il intervient auprès d'Henri II de Castille pour obtenir l'exécution des promesses qui lui avaient été faites deux ans auparavant (la remise d'une partie des biens du Temple en échange de ceux que les ordres de Calatrava, de Saint-Jacques et d'Uclès possédaient en Aragon), et qui étaient restées lettre morte.

### Un hospitalier au service des papes

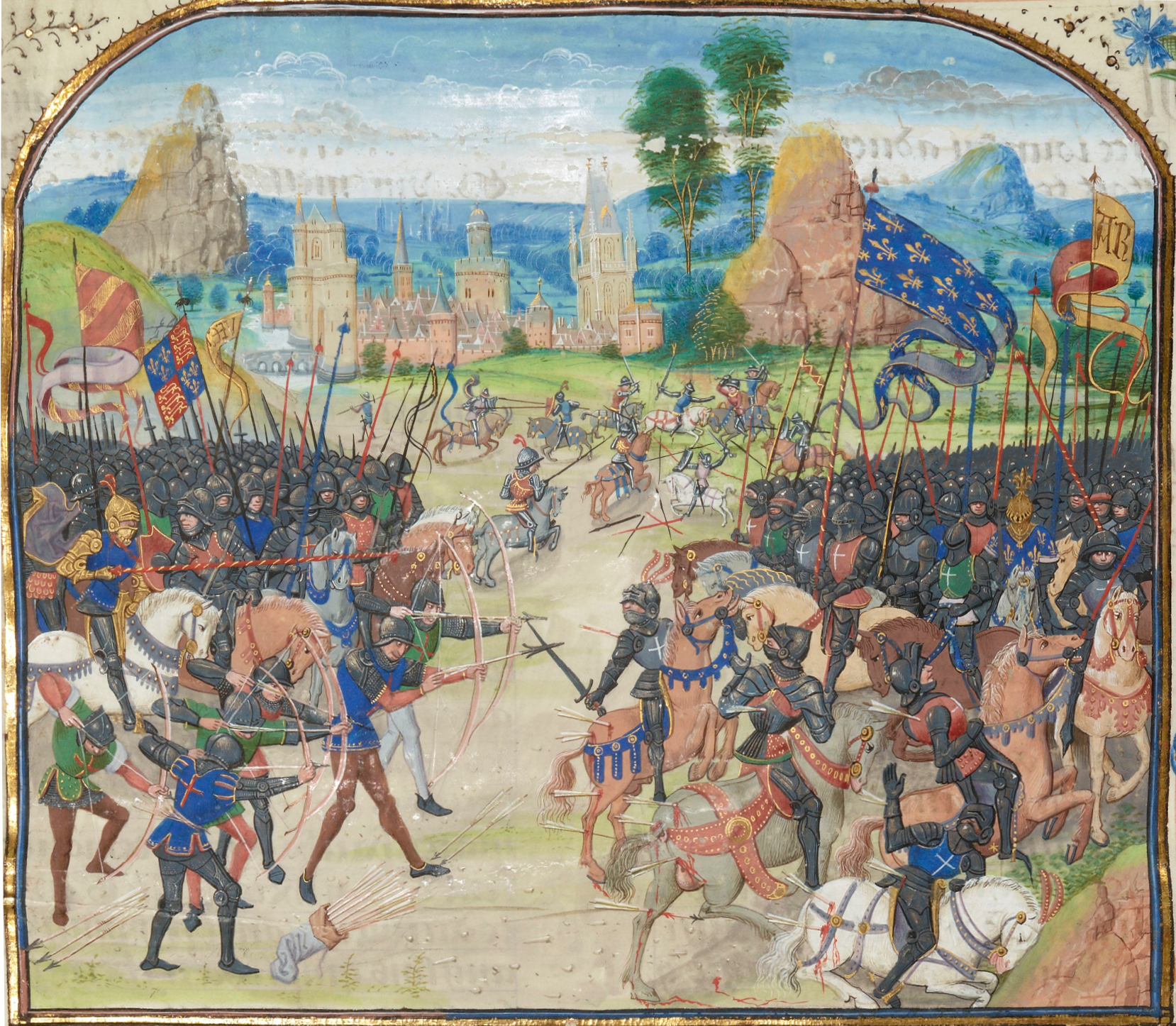
La bataille de Poitiers où pour la seconde fois Juan Fernández de Heredia combattit à côté des Français

Cumulant différentes charges, Heredia réside le plus souvent à Sorgues (alors Pont-de-Sorgues). Il fait orner son Hôtel (appelé improprement maison de la reine Jeanne) de toute une série de fresques représentant des scènes de chasse et de galanterie.
C'est en 1349 que le châtelain d'Amposte arrive à Avignon. Le pape Clément VI le charge alors de diriger la construction des nouveaux remparts devant ceindre la cité papale. Cette tâche est achevée sous le pontificat d’Innocent VI. Il est chargé par le roi d'Aragon de remettre au pape Innocent VI le cens dû par l'Aragon. Il obtient la confiance du pape.
À la cour pontificale, un parti puissant faisait campagne contre les Hospitaliers. Il accusait ces derniers de mal employer leurs richesses et de montrer peu d'empressement à défendre la cause chrétienne. Comme Jean XII et Benoît XII avant lui,  Clément VI avait déjà menacé, en 1343, Hélion de Villeneuve de donner à un ordre nouveau, qui serait plus actif, les biens qu'ils avaient obtenus des Templiers. Mais dès 1354, Innocent VI avisait Pierre de Corneillan qu'il accréditait un de ses conseillers les plus écoutés, le châtelain d'Amposte, Juan Fernández de Heredia, accompagné du commandeur de Castelsarrazin, le futur grand maître Raymond Bérenger, du commandeur de Poët-Laval, Pierre de Corneillan, neveu du grand maître, et d'un jeune parent du pape, Raymond de Pérusse, dans le but de le faire entrer dans l'Ordre.
Au cours du mois de septembre 1356, Innocent VI le charge d’escorter les cardinaux Nicola Capucci et Hélie de Talleyrand-Périgord, ses légats auprès du Prince Noir et du roi Jean II prêts à s’affronter. Le 12 septembre, ils sont reçus par le prince de Galles à Montbazon qui propose une trêve. Le 18 septembre, le cardinal de Périgord et Juan Fernández de Heredia tentent de convaincre Jean II de ne pas engager la fleur de la chevalerie française contre une poignée d’Anglais. Ils obtiennent une trêve d’un jour. Le 19 septembre, les négociations ayant échoué, Heredia combat aux côtés de Jean II à Maupertuis. C'est la défaite de Poitiers où le roi de France et le prieur sont faits prisonniers. Le cardinal se rend alors à Bordeaux auprès du Prince Noir pour racheter, grâce à son parent le Captal de Buch, la liberté de Juan Fernández contre 10 000 écus.
Après sa libération, le 25 décembre 1356, le pape le nomme gouverneur d'Avignon et capitaine général du Comtat Venaissin. En même temps, il écrit au grand maître Roger des Pins pour l'informer qu'il avait nommé Juan Fernández de Heredia au poste vacant de prieur de Saint-Gilles, lui demandant de bien vouloir ratifier son choix. Le grand maître envoya une ambassade à Avignon, le châtelain de Rhodes, Astorg de Pagnac, le commandeur de Venosa, Nicolas Benoît, et Gerald de Montagnai (voir ci-dessous pour l'affaire d'Achaïe). Ils apprennent à leur arrivée à Avignon qu'Heredia s'était fait mettre en possession effective du grand prieuré le 21 janvier 1357. Roger de Pins, bien décidé à ne pas céder sur ce point, avait fait de Heredia son lieutenant en Occident et ses ambassadeurs avaient pour mission de communiquer au pape la bulle d'investiture. Innocent VI, en les remerciant pour le grand honneur fait au châtelain d'Amposte écrit au grand maître, le 25 mai 1357, pour lui apprendre qu'il ne reviendrait pas sur sa décision. On ignore la réponse faite par le grand maître mais l'année suivante dans ses courriers officiels, la chancellerie de l'Ordre nomme officiellement Heredia châtelain d'Amposta, lieutenant du grand maître pour l'Occident et prieur de Saint-Gilles. La nomination de Heredia au grand prieuré de Castille et Léon faite par le pape vers 1355 ne semble pas avoir suscité les mêmes difficultés, elle n’était pourtant pas moins nuisible aux intérêts de l'Ordre. Mais dès le 9 septembre 1356, la chancellerie donnait à Heredia le titre de prieur de Castille.

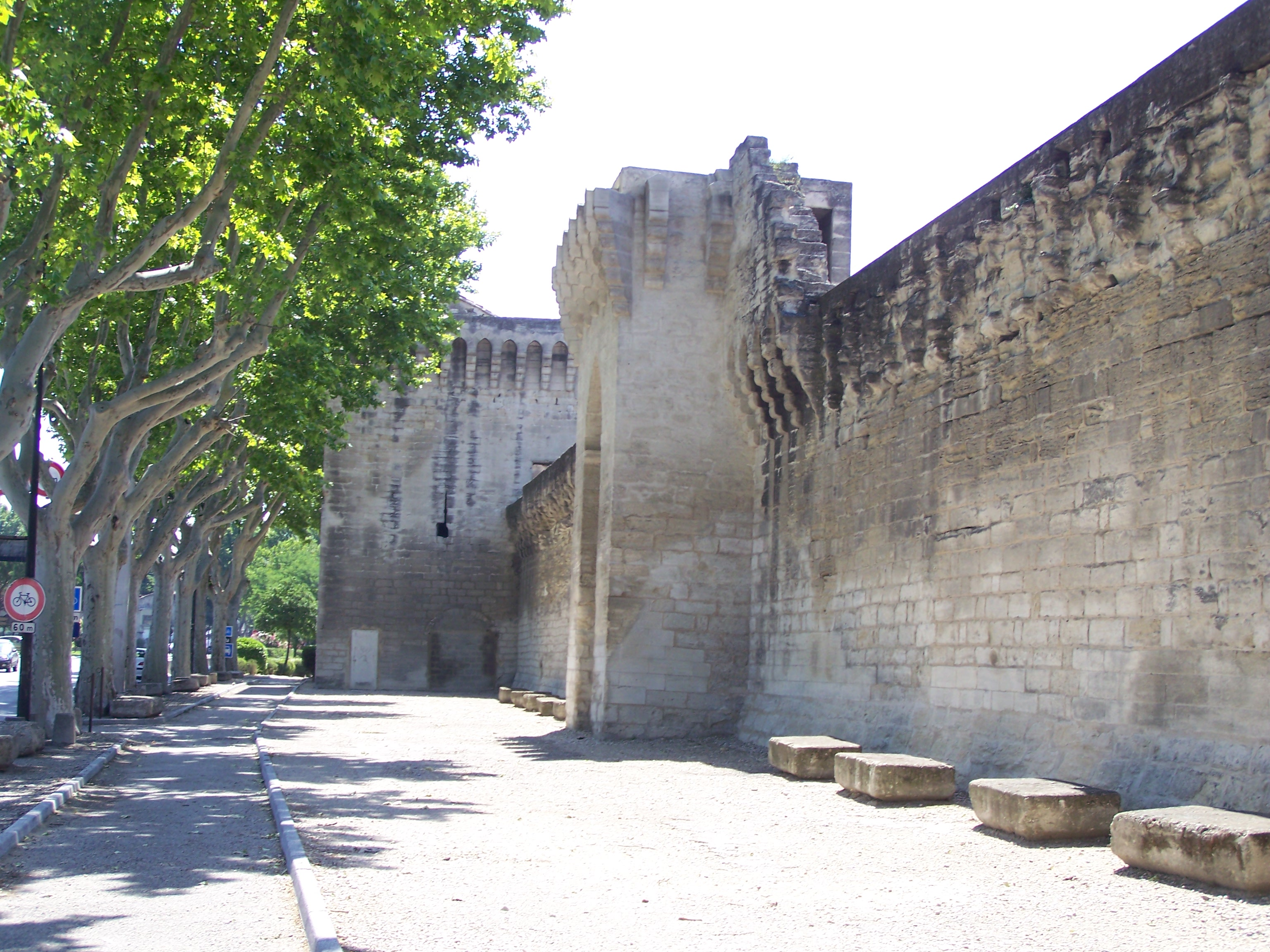
Une vue des remparts d'Avignon construits sous la direction de Juan Fernández de Heredia

Un an plus tard, au cours du mois d’août, à la tête de 300 brigands et de 200 gens d’armes, il protège efficacement Avignon face aux menaces de l’archiprêtre Arnaud de Cervole. Il s'investit alors dans les négociations entre les souverains de France et d'Aragon pour aider le futur Henri II à conquérir la Castille. Il participe ainsi à la Bataille de Nájera au côté de Bertrand du Guesclin
Le châtelain d’Amposte a aussi la confiance absolue des deux autres papes d’Avignon. C'est lui qui est chargé par Urbain V, le 6 mai 1367, d’assurer sa sécurité lors de son départ de Marseille vers Rome. Mais Juan Fernández de Heredia avait une trop grande tendance à s'investir dans les affaires des royautés occidentales et en 1367, le chapitre général de l'ordre de Saint-Jean de Jérusalem réuni à Avignon doit le rappeler au respect des règles de l'Ordre qui interdit à un Hospitalier de prendre les armes contre des chrétiens et aussi de renouveler l'interdiction du cumul des fonctions. Cette remontrance oblige le pape Urbain V à contraindre Heredia à résigner les grands prieurés de Castille et de Saint-Gilles et ses fonctions de capitaine général, ne gardant que la châtellenie d'Amposta.
Avec l'élection du nouveau pape Grégoire XI, il rentre de nouveau en faveur et il obtient, en 1372, du grand maître Raymond Bérenger, le grand prieuré de Catalogne. Au début septembre 1372, Grégoire XI lui demande de composer avec Bernardon de la Salle, un routier gascon qui menace Avignon avec ses troupes. Il réussit à l’envoyer avec François des Baux pour tenter de reconquérir les fiefs napolitains de celui-ci et il retrouve les fonctions de capitaine général du Comtat Venaissin. En 1374, il reçoit la charge des commanderies d'Aliaga et de Montpellier ainsi que la charge de lieutenant en Occident du grand maître. Comme le pape souhaitait une action des Hospitaliers contre les Turcs, Heredia réunit une assemblée en 1375 pour organiser une expédition en Orient.
Heredia abandonne sa charge de capitaine général le 30 juillet 1376 mais le 2 octobre 1376, quand Grégoire XI quitte à son tour Avignon pour Marseille afin de revenir à Rome, Juan Fernández de Heredia l’accompagne en tant qu’amiral de la flotte pontificale, Raimond de Turenne, neveu du pape, les escortant au titre de capitaine général des armées pontificales. Le 2 octobre ils prennent la mer mais la traversée est contrariée par les tempêtes. Ils arrivent à Corneto que le 6 décembre, le pape débarque et séjourne jusqu'au 13 janvier 1377. Il rentre à Rome le 17 janvier, Heredia portait, devant le pape, la bannière de l’Église, recueillant le jour du triomphe le fruit des efforts qu'il avait déployés depuis plus de vingt ans.
La mort de Grégoire XI, le 27 mars 1378, jeta l’Église dans le Grand Schisme d'Occident avec l'élection d'Urbain VI le 8 avril à Rome, et de Clément VII, le 20 septembre à Fondi, par des cardinaux dissidents.

### Grand maître de l’Hôpital à Rhodes

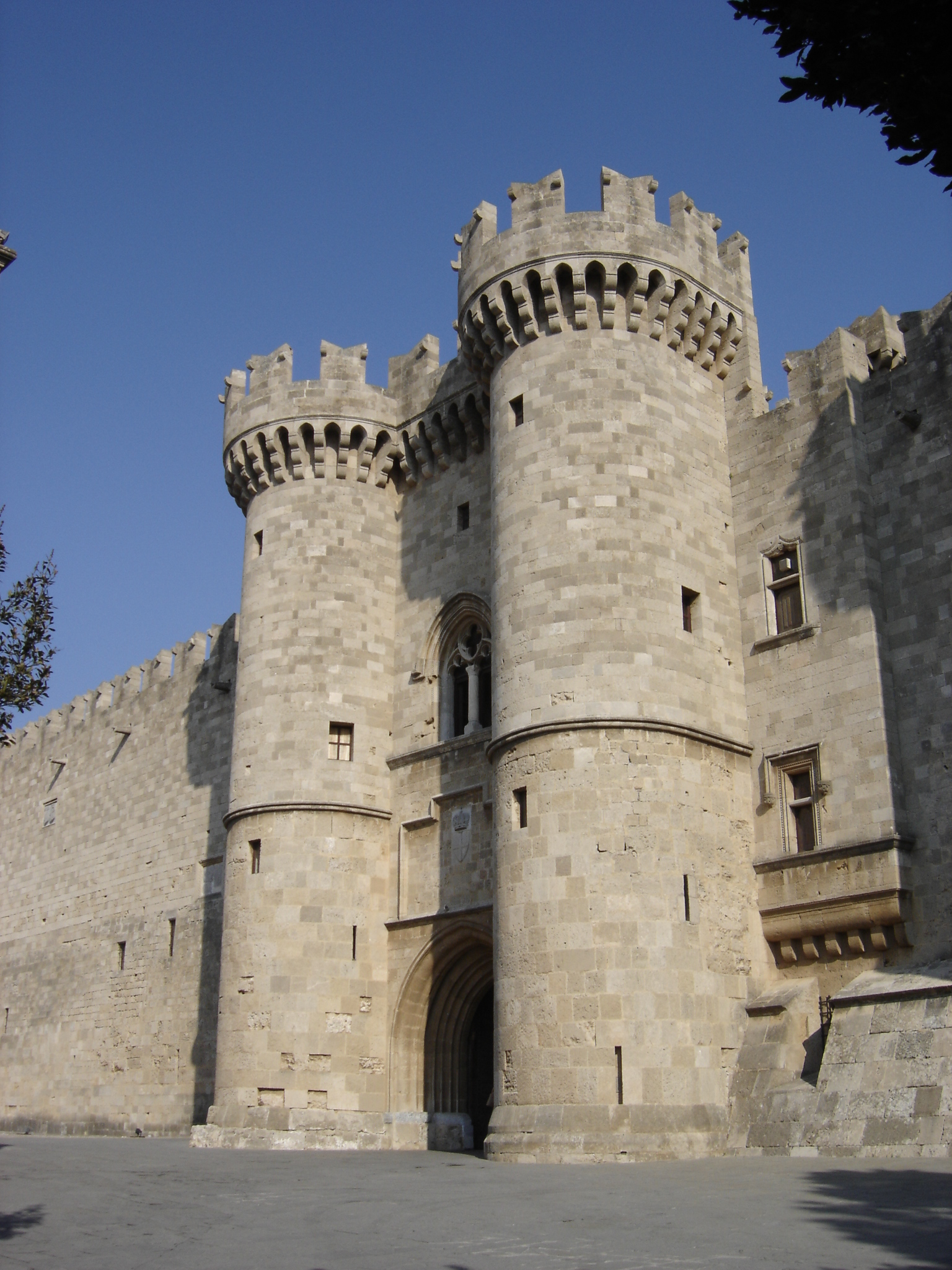
Entrée du palais du grand maître à Rhodes

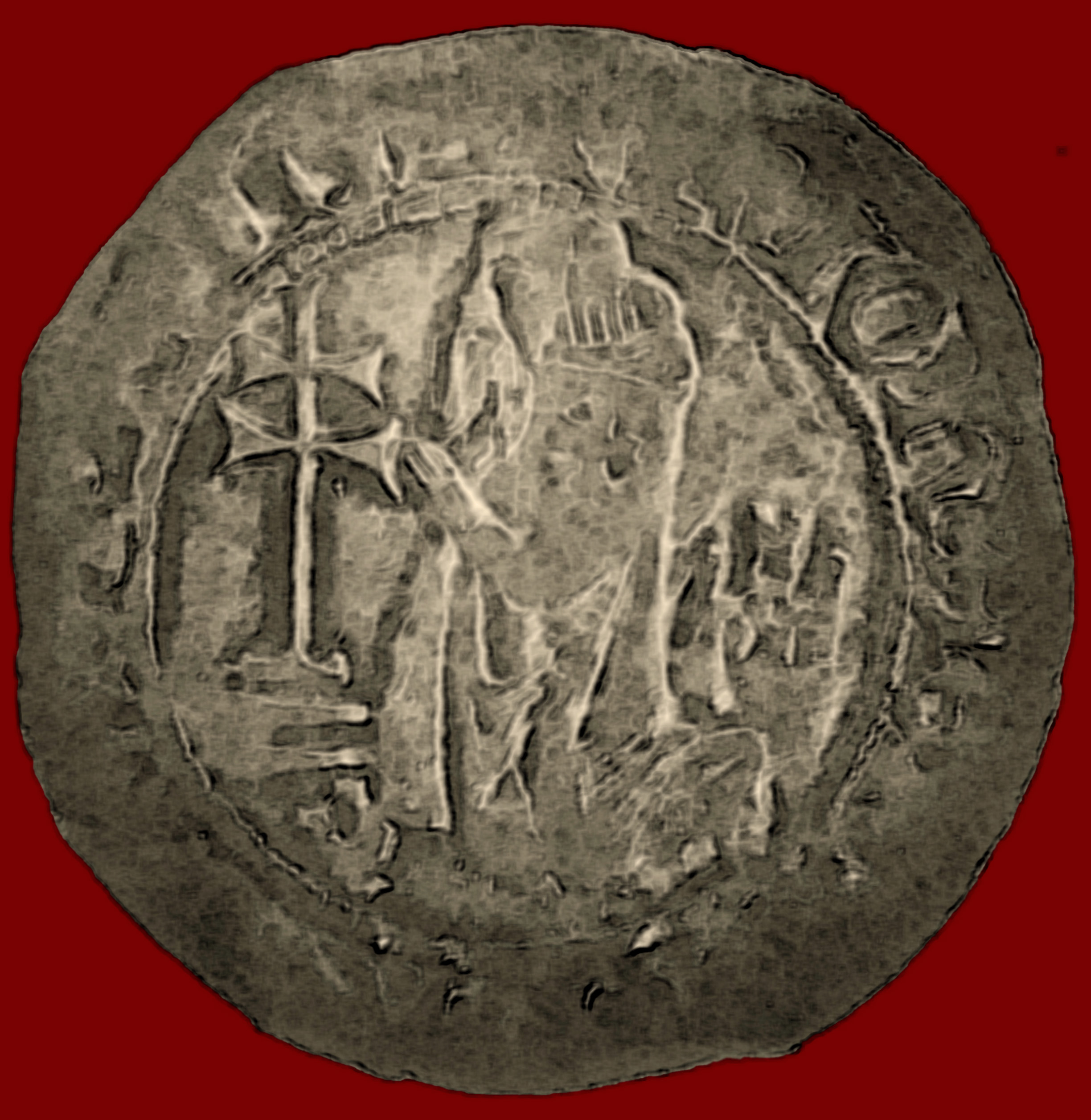
Gigliato de Juan Fernandez de Heredia

Après la mort du grand maître Robert de Juilly le 29 juillet 1377, le chapitre, sur proposition de Grégoire XI, nomme Juan Fernández de Heredia 32e grand maître de l'ordre de Saint-Jean de Jérusalem le 24 septembre 1377,,.
Au lieu de se rendre dans les meilleurs délais à Rhodes, Heredia met à exécution un plan personnel qu'il avait muri depuis l'assemblée de 1375 pour implanter l'Ordre au plus près des Turcs en Grèce (voir ci-dessous). Lors de la campagne il est fait prisonnier et une fois libéré, il rembarque pour Rhodes. Mais l'univers chrétien avait changé, absorbé par la question religieuse, était incapable de s’intéresser aux affaires d'Orient.
Smyrne, dont la défense incombait à l'Ordre depuis 1374, était sous la menace turque. Au point de vue financier, l'archevêque de Nicosie et le clergé de Chypre avaient été contraints par le pape de payer les dimes, mais le Trésor de l'Ordre subvenait presque seul aux frais d'entretien. Au point de vue militaire, les craintes étaient si vives que le 28 mars 1381, Heredia écrivait au capitaine général, Jacques de Leoni, de faire l'impossible pour sauver Smyrne.
Le 3 avril 1382, les grands dignitaires de l'Ordre se réunissent dans l'église conventuelle de Rhodes, le grand précepteur de l'Ordre, Bertrand Flote, le prieur conventuel, Pierre de Courey, le grand amiral et prieur de Venise, Palamède de Giovanni, le trésorier de l'Ordre, Foucaud de Conac, le lieutenant du drapier, Raymond de Majorque, le lieutenant du turcoplier, Ascanio Gervasio, le prieur de Lombardie, Louis de Valperga et du prieur de Toulouse, Pierre d'Hauterive et décident du départ du grand maître pour l'Occident dans le but d'obtenir des renforts et de l'argent. Mais Les dignitaires de l'Ordre connaissaient trop bien Heredia aussi le firent-ils jurer sur la Bible qu'il enverrait à Rhodes toutes les sommes qu'il pourrait recueillir, excepté 18 000 florins prêtés par lui au Trésor et qu'il ne chercherait à obtenir du pape rien qui ne fut contraire aux intérêts hospitaliers. Un instrument notarié fut même rédigé tant les dignitaires de l'Ordre se méfiaient de Heredia. De plus, lui fut adjoint le prieur conventuel, Pierre Boysson, le commandeur de Fribourg, Hesso Schlegelholtz, le commandeur d'Epailly, Guillaume de Fontenay et le grand précepteur Bertrand Flote, ce dernier décédant peu avant le départ. Heredia embarque le 9 avril 1382, laissant à Rhodes en qualité de lieutenant du grand maître, le grand maréchal, Pierre de Culan, et après une escale à Barcelone, le 13 juin, il rejoint Avignon en pleine peste, le 15 juillet. Il convoque, le 2 août, un chapitre général pour le 1er mars 1383 à Valence.
Ce chapitre général, en plus de s’intéresser aux problèmes de disciplines et financiers, exacerbés par le Grand Schisme d'Occident, va traiter d'un plus grave problème : la ratification du traité d'Haimbach, du 11 juin 1382, passée entre le prieur d'Allemagne, Conrad de Braunsberg et le bailli de Brandebourg, Bernard de Schulenberg. Depuis l'accord de Cremmen, du 23 janvier 1318, le Brandebourg est placé, sous la protection des margraves. Les Hospitaliers brandebourgeois s'étaient sous trois baillis successifs, Gebhard de Bortfelde (1320-1337), Hermann de Warberg (1337-1375) et Bernard de Schulenbourg (1378-1397) constitués en bailliage autonome dont le compromis d'Haimbach consacrait l’existence. Les Hospitaliers ne pouvant aller contre l'acceptait et c'était la scission du grand bailliage de Brandebourg pour ne pas avoir le risque de perdre le grand prieuré de Germanie.
À Avignon, Juan Fernández de Heredia ne tiendra pas sa promesse faite aux dignitaires de l'Ordre en amassant une grande fortune ; il était créancier de l'Ordre pour plus de 80 000 florins, il possédait aussi les joyaux de la chapelle pontificale à la mort de l'anti-pape Clément VII.
Une tentative de scission est provoquée par des frères partisans de l'anti-pape de Rome Urbain VI, qui élisent un anti-grand maître, Riccardo Caracciolo ; ce dernier refusant d'aller à Rhodes, il reste à Rome où il meurt en 1395.
Il meurt à Avignon, entre le 9 et le 26 mars 1396. Il est inhumé à Caspe en Aragon dans le couvent de Sainte-Marie de Caspe (es) qu'il avait fondé deux ans plus tôt en ayant obtenu d'ériger en collégiale l'église locale.

### Les Hospitaliers dans le Péloponnèse
Déjà en 1321, quand le duc de Bourgogne, Eudes IV, et le roi de Naples, Robert, se disputaient l'Achaïe, ravagée par les Turcs et la Compagnie de Navarre, le peuple implorait les secours de Venise. Il avait envoyé Pierre Gradenigo, ministre des Frères Mineurs, et accrédité par Jean des Vaux, commandeur de l'Hospital en Romanie et capitaine général de la principauté d'Achaïe, Jacques, évêque d'Oliva, et Benjamin, chancelier d'Achaïe, pour négocier avec Venise. Il est alors envisagé par le pape Jean XXII un « grand passage ». Hélion de Villeneuve consulté, recommandait plutôt l'embarquement de troupes de divers ports d'Espagne, de France et d'Italie et leurs concentration à Chypre ou à Rhodes. Mais l'urgence des secours ayant cessé, on reporta l'idée. Pendant l'été 1332, Le Levant était terrifié par les progrès des Turcs, le roi d'Arménie, Léon V, incapable de tenir les châteaux de Sechin et d'Antiochette, voulait les raser mais Jean XXII autorisa les Hospitaliers à les occuper pourvu qu'ils les mettent en état de défense. L'empereur grec, Andronic III, directement menacé dans ses possessions de Romanie, demandait aussi des secours à Venise et à l'Hospital. Le 6 septembre 1332, Pierre de Canale, capitaine du golfe, représentant Venise et l'empereur, concluait à Rhodes avec le grand maître Hélion de Villeneuve une alliance de cinq ans contre les Turcs. Une flotte française, pontificale, vénitienne et hospitalière accule la flotte turque dans le golfe de Smyrne et l’écrase. La prise de Smyrne n'intervient que le 23 décembre 1344 et le pape Clément VI s’empressa de nommer à la charge de capitaine général le prieur de Lombardie, Jean de Biandrà, qui s'était distingué à la tête des galères de l'Ordre.
C'est ici que se place l'envoi à Rhodes, le 24 août 1354, de Juan Fernández de Heredia. Il débarque à Rhodes, probablement dans les derniers mois de 1354, pour exposer au grand maître Pierre de Corneillan les griefs du Saint-Siège. Les richesses des Hospitaliers n'étaient pas destinées à être dissipées à l'abri des murailles inutiles de Rhodes. Si Heredia était flatté de sa désignation comme conseiller du pape, il ne l'était pas, comme châtelain d'Amposta, de se présenter devant le grand maître de l'Ordre. Il se savait en retard de paiement des responsions, mais surtout de ne pas avoir répondu à la citation du grand maître en 1348 ou à la convocation du chapitre général de 1354, qui interdisait à tous les membres de l'Ordre, ayant des enfants vivants, d'être promus à une commanderie, une baillie ou un prieuré,. Il risquait d'être retenu à Rhodes par le grand maître pour raisons disciplinaires. Il avait donc fait spécifier par Innocent VI que son séjour en Orient ne pouvait se prolonger au-delà du mois de février 1355. Corneillan reçut Heredia avec bonne grâce, ne lui faisant pas de reproche et en assurant le pape de son humilité et de son obéissance mais déclara qu'il ne pouvait prendre une décision aussi grave sans consulter le chapitre général. Il pensait que le temps adoucirait les dispositions du pape. Il avait reçu d'Occident une lettre, où Innocent VI ne s'était pas exprimé avec autant de sévérité que Heredia. Le pape prévenu de la position du grand maître, lui rappela que le langage tenu par Heredia était l'expression exacte de ses volontés et convoqua pour le 1er janvier 1356 un chapitre général à Nîmes ou à Montpellier. Mais la mort de Corneillan mit fin à la mission de Heredia.
Au printemps 1356, le nouveau grand maître Roger des Pins envoie une ambassade à Avignon. Elle était composée du grand amiral de l'Ordre et prieur de Lombardie, Ferlino d'Airasca, et du commandeur d'Avignon, Pierre Maioni. Elle avait pour mission de négocier les vues du pape sur l'abandon de Rhodes et l’installation en Achaïe. Jacques, prince du Piémont et d'Achaïe, en guerre avec son cousin Amédée VI, venait d'offrir au pape de lui vendre ses droits sur la principauté d'Achaïe et le souverain pontife songeait à la faire acheter par les Hospitaliers, l'adjonction de ces nouveaux territoires à ceux qu'ils possédaient déjà dans la péninsule balkanique formerait un État considérable. Au printemps 1357, Roger de Pins envoya à Avignon une nouvelle ambassade composée du châtelain de Rhodes, Astorg de Pagnac, du commandeur de Venosa, Nicolas Benoît, et de Gérard de Montagnai avec pouvoir de traiter de l'affaire de l'Achaïe mais aussi de l'affaire du prieuré de Saint-Gilles (voir ci-dessus). Ils arrivent à Avignon en mars 1357. Pour l'Achaïe, la pierre d'achoppement était le refus de Robert d'Anjou-Tarente d'autoriser le rachat. Le pape demande donc aux ambassadeurs d'aller à Naples pour convaincre Robert. Pagnac s'excuse en prétextant ses instructions lui demandant de rentrer à Rhodes, Montagnai en prétextant l'obligation de se rendre en Allemagne où les affaires de l'Ordre le réclamaient, seul Nicolas Benoît accepta et se fit adjoindre l'archevêque de Salerne, Bernard. Innocent VI espère beaucoup de cette démarche mais elle échoua malgré l'aide de Niccolò Acciaiuoli, grand sénéchal de Robert. Le projet de déménager l'Ordre en Achaïe est abandonné.
Gardant son idée fixe, depuis Avignon, Juan Fernández de Heredia organise la défense de Smyrne contre Bajyezid Ier et reprend l'idée d'implanter l'Ordre en Grèce. Le 21 novembre 1377, comme grand maître, il est à Naples pour préparer le « passage », cette ville étant le point de concentration des forces venus d'Occident. C'est également à Naples que l'autorisation du nouveau titulaire de la principauté d'Achaïe sans laquelle rien ne pouvait se faire est attendue. Le duc Othon de Brunswick inclinait à la céder aux Hospitaliers aussi le commandeur de Naples, Dominique d'Allemagne, n'eut pas de peine à le convaincre de la céder pour cinq ans à l'Ordre, moyennant une rente annuelle de 4 000 ducats payable à la reine Jeanne de Naples. Daniel de Carreto envoyé à Glaréntza, prit possession de la principauté d'Achaïe L'accord intervenu entre la reine de Naples et les Hospitaliers ne concernait que la seigneurie réelle de l'Achaïe proprement dite, c'est-à-dire de la Morée, sauf le despotat grec et la châtellenie de Corinthe qui appartenait aux Acciaiuoli de Florence au nom des Hospitaliers. Cet arrangement fut conclu au printemps ou à l'été 1377. L'Hospital possédait déjà en Romanie les terres que les Hospitaliers et les Templiers avaient reçues lors de la conquête, qui justifiaient la constitution de deux commanderies, celle du duché d'Athènes et celle de Morée, dont l’existence nous est connue depuis 1330. En devenant enfin maître de l'Achaïe, Heredia réalisait enfin son rêve. 
En 1378, avec 400 chevaliers de Rhodes et écuyers, il débarque en Épire. Après des succès initiaux début 1378 (prise de Lépante), l'expédition tourne vite au désastre après être tombée dans une embuscade,, Heredia est fait prisonnier au cours de l’été 1378 par les Albanais à Arta. Vendu par ceux-ci aux Turcs, il est racheté et se trouve ainsi le 20 mai 1379 à Glaréntza, et avant le 23 septembre à Rhodes. Pendant sa détention, il est remplacé par le grand précepteur de l'Ordre, Bernard Flote. Malgré l'échec de l'expédition, les Hospitaliers conservent l'espoir de rétablir la situation en Morée. Pour ce faire, ils expédièrent à Rhodes tous les renforts disponibles sous le commandement de Tomas de Cochona, Hesso Schlegeloltz nommé gouverneur de Morée et Rostang de Leonissa, châtelain de Kalamata, Antoine Mazarella, au château du port de Zonklon (Navarin) et Ange de Pérouse, un capitaine à la soldes des Hospitaliers, fut chargé de la défense de Lépante. Dans le même temps, Eustache Haste faisait plusieurs voyages à Corinthe auprès de Renier Acciajuoli pour le décider à s'allier aux Hospitaliers. Mais Maiotto de Coccarelli, un aventurier navarrais, les trahissait au profit de Jacques des Baux qui, après l'emprisonnement de la reine Jeanne, revendiquait ses droits sur la principauté d'Achaïe aidé par les chefs de la Compagnie de Navarre, Bernard Varvassa et Pierre de Saint-Supéran qui nommèrent Coccarelli, capitaine de la Compagnie. Les Navarrais mirent le pays à feu et à sang et en devinrent les maîtres virtuels. Le terme de cinq ans, pour lequel l'Achaïe avait été confiée à l'Ordre, prenait fin. L'Hospital comprit que l'expérience était terminée, liquida les frais de l'expédition et se déchargea des affaires de Morée, trop heureux de pouvoir mettre fin à l'aventure dans laquelle Heredia l'avait imprudemment engagé.
Mais Heredia conservait le secret espoir de revenir en Morée et la mort de Jacques des Baux en 1383 conforta celui-ci. Louis d'Anjou avait transmis en mourant en 1384 ses droits à son fils Louis II d'Anjou dont la mère Marie de Blois, désireuse de les faire revivre en faveur de ce dernier, s'était adressée à Juan Fernández Heredia. Il négociait avec Pierre IV d'Aragon, duc d'Athènes et de Néopatrie depuis 1381, mais sans succès. Il achète donc à Marie de Blois ses droits sur la principauté d'Achaïe le 24 janvier 1387, pour 20 000 florins par l'entremise du commandeur de Montpellier et procureur général de l'Ordre en cours de Rome, Pierre Brès. Clément VII approuve l'accord dans un premier temps avant de se déjuger en avril à la suite des protestations d'un autre prétendant, son parent Amédée VII de Savoie. Mais la mort inopinée d'Amédée VII le 1er novembre 1391 obligea son successeur Amédée VIII de Savoie à défendre ses possessions en Piémont le fit renoncer à ses intérêts pour l'Achaïe. Mais Juan Fernández de Heredia ne connaîtra pas la suite de ce qui fut le rêve de sa vie, il meurt à Avignon, entre le 9 et le 26 mars 1396.
Un dernier épisode se déroule sous le magistère de Philibert de Naillac. En juillet 1399, le despote Théodore, frère de l'empereur Manuel, effrayé du progrès des Turcs ottomans et de voir se renouveler la campagne désastreuse de 1397, songeait à faire appel aux Hospitaliers. Il envisageait de vendre les forteresses de Mégare et de Corinthe. Naillac accrédite le châtelain de Corinthe, Élie de Fossat, et le bailli du Fay, Giraud du Puy, après du despote et auprès du prince d'Achaïe, Pierre de Saint-Supéran, ancien chef de la Compagnie de Navarre. Si l'achat de Corinthe est finalement réalisé, l'achat de la Morée est aussi effectif avant novembre 1400. Naillac s'efforce d'étendre son influence en Grèce et il obtient du despote la cession de la châtellenie de Kalavryta.
Les affaires de Morée se terminent en 1404 par la revente au despote Théodore de la châtellenie de Corinthe et du despotat de Grèce et Romanie. Le 5 avril 1404, Naillac accrédite Élie de Fossat et Dominique d'Allemagne avec les pleins pouvoirs pour conclure cette vente et la notifier à l'empereur Manuel. Le 15 mai, l'empereur approuve la vente contre la somme de 43 000 ducats pour les châtellenies de Corinthe et de Kalavryta et de 3 500 ducats les dépenses faites par l'Ordre dans ces châtellenies. Le paiement incombait au despote, dont 16 000 ducats gagés sur des joyaux estimés 21 000 ducats. Le 14 juin 1404, Dominique d'Allemagne remit les possessions hospitalières à Théodore. L'empereur s'engage à payer le reste soit 30 500 ducats en deux échéances, une de 15 000 ducats le 18 décembre 1404 et la deuxième 15 500 ducats le 18 décembre 1405. L'empereur acquitta la première échéance mais seulement 10 000 pour la seconde. Le 15 février 1408, l'Ordre réclama le reliquat par le duc de Naxos, Jacques Crispo et le seigneur d'Andros, Pierre Zeno. Le 3 novembre suivant, les Génois, Javotto Bisaccio et Beancaccio Spinola renouvelèrent cette réclamation.

## Un «moine-soldat» doublé d’un humaniste

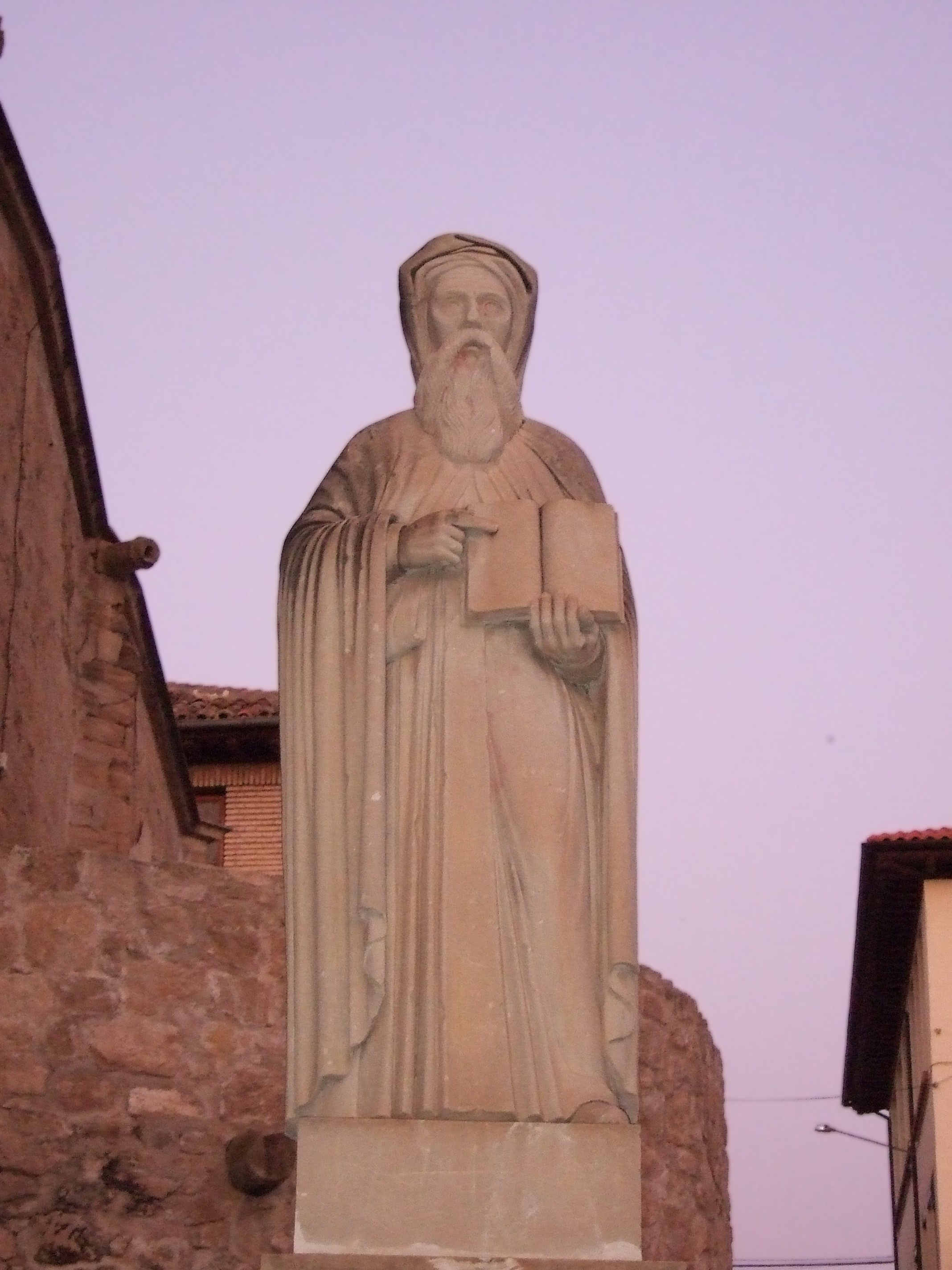
Statue de Juan Fernández de Heredia à Caspe

L’âpreté au gain et aux honneurs de ce « moine-soldat » fut tempérée par son humanisme, Heredia avait une conscience aiguë de l'importance de l'écrit. Il fit consigner, dès 1349, le Grand Cartulaire de l’Ordre en Aragon ou Cartulario Magna, qui est conservé à la Bibliothèque nationale d'Espagne à Madrid. Dans le but de rédiger une Grant Crónica d'Espanya, Heredia avait réuni une importante librairie de manuscrits provençaux, catalans, castillans, français, latins et grecs. Entre 1385 et 1393,s’entoure de copistes, de compilateurs et de traducteurs. Cet atelier, dans lequel Heredia intervient comme auteur, produit plus de 4 000 feuillets regroupés en une quinzaine d’œuvres majeurs, des récits de voyage des livres sapientiaux et aussi de grandes compilations historiques. Il nous en est parvenu quelques traductions ainsi que sa Grande Chronique d’Espagne et sa Chronique des Conquérants.
Delaville le Roulx, écrit de Juan Fernández de Heredia, dans son histoire Les Hospitaliers à Rhodes jusqu'à la mort de Philibert de Naillac (1310-1421), qu’il fut le « type de gentilhomme de haute naissance, du grand seigneur érudit, fastueux et dévoré d’ambition. Il se révéla un politique de premier ordre pendant près d’un demi-siècle. Il fut l’arbitre des destinées de l’Europe, le véritable chef de l’Église et le véritable souverain d’Aragon ».

### Œuvres
- Grande Chronique d’Espagne

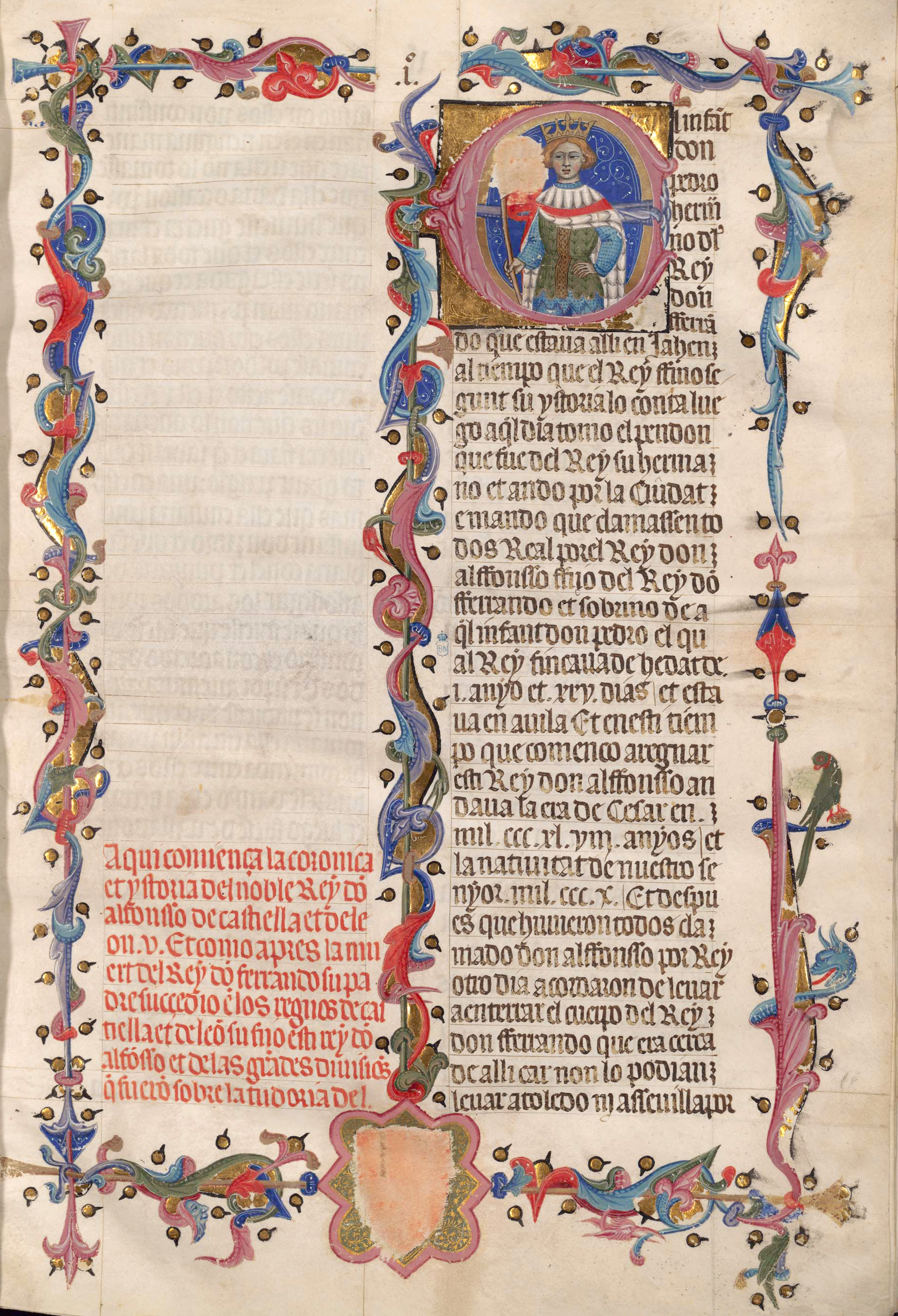
Grande Chronique d’Espagne.

- Chronique des Conquérants, couvre l'histoire universelle des grands conquérants de Hercule à Jaime Ier d'Aragon
- Livre des faits et conquêtes de Morée, de 1197 à 1377, basée principalement sur une chronique anonyme des conquêtes françaises
- Livre des Empereurs, ensemble de références sur les empereurs grecs
- Florilège ds Ystoires d'Orient, en deux parties, la première traite de l'histoire, la seconde des coutumes en Orient et en Terre Sainte
- Livre de Marco Polo, traduction du livre de voyage de Marco Polo
- Rams de Flores, sentences morales pour les princes et les gouvernants
- Secret des Secrets, conseils pour le gouvernement des rois, traduction de Secreta Secretorum œuvre pseudo-aristotélicienne
- Vies parallèles, traduction de Plutarque
- Eutropio
- Histoire d'Orose, traduction de Historiarum Pagano de Paul Orose (perdu)
- Cartulario Magna, six volumes de documents sur l'ordre de Saint-Jean de Jérusalem
- Histoire de la guerre du Péloponnèse, traduction des œuvres de Thucydide

## Blason de grand maître de Heredia
| Blason | Blasonnement |
|        | Blason de Juan Fernández de Heredia (ca. 1385-1396) dans l'incipit d'un manuscrit de son scriptorium, la Crónica de conquiridores de gueules, à trois châteaux d'argent, ouverts d'azur, écartelé aux armes de la Religion |

## Référencement